# Rebecka Fallenkvist
Rebecka Leila Fallenkvist, född Neagu 2 maj 1996 i Ivetofta församling i Kristianstads län, är en svensk medieprofil och politiker (sverigedemokrat).
Fallenkvist är uppvuxen i Kristianstad. Hennes föräldrar var flyktingar från Rumänien och invandrade till Sverige på 1980-talet. Hon har en kandidatexamen i internationell företagsekonomi från Linnéuniversitetet. År 2018 blev hon aktiv i Ungsvenskarna SDU och har sedan dess haft flera förtroendeposter inom förbundet, bland annat som riksombudsman och ekonomisk-politisk talesperson.
Sedan 2020 har hon återkommande varit programledare för ett nyhetsprogram i Sverigedemokraternas Youtubekanal Riks. Sedan regionvalen i Sverige 2022 är hon invald som sverigedemokratisk ledamot i Region Stockholm.
Sedan 2023 är Rebecka Fallenkvist förlovad med Sverigedemokraternas partisekreterare Mattias Bäckström Johansson.
Hon gav under 2024 ut självbiografin Segerns pris, vilket är den första boken från en kvinnlig sverigedemokrat och den första ljudboken från en sverigedemokrat. 

## Kontroverser
Efter valnatten 2022 uppmärksammades Fallenkvist medialt, då hon i en video publicerad av Samnytt sträckte ut vänsterarmen och sade "helg seger", något som sågs som en möjlig anspelning på sieg heil (på svenska "hell seger"). Stora delar av svenska extremhögern hyllade händelsen.
Den 15 oktober samma år togs Fallenkvist ur sin tjänst vid Riks av partiledningen då hon dagen före hade beskrivit Anne Frank som "sedeslös" och "kåtheten själv" i ett inlägg på Instagram. Uttalandet kritiserades av bland andra Judiska centralrådet, Judiska ungdomsförbundet och Israels ambassadör i Sverige. I ett uttalande till Expressen förklarade Fallenkvist att hon genom sin kommentar "ville belysa det goda och mänskliga hos Anne – inte förminska ondskan hon utsattes för". Fallenkvist omplacerades senare till partiets ekonomiavdelning i riksdagen.